# Red manje braće kapucina
Kapucini su rimokatolički crkveni red. Danas su prisutni u 104 zemlje svijeta. Ukupan broj članova Reda oko 11.000. Službu generalnog ministra Reda obnaša fra Mauro Jöhri iz Švicarske. 
Godine 1991. bilo je u svijetu 11.699 redovnika franjevaca kapucina.

## Povijest zajednice
Franjevci kapucini ili Red manje braće kapucina (latinski: Ordo Fratrum Minorum Capuccinorum, kratica: OFMCap), nastali su 1525. Osnivači Reda, Matteo da Bascio, Raffaele i Ludovico da Fossombrone, su iznova željeli obnoviti ideale koje je živio Franjo Asiški, (a to su: a) život materijalnog siromaštva; b) putujuće propovijedanje; c) jednostavan način odijevanja). Kao novi i Franjevački red priznaje ih papa Klement VII. 1528., bulom Religionis zelus, a svoju samostalnost i poglavare (generalnog ministra) dobivaju tek 1619. (do tada su bili ovisni o konventualcima). Do 1574. razvijaju se, zbog papine odluke, samo u granicama Italije. Papa Grgur XIII., ukida tu zabranu, pa se kao misionari i putujući propovjednici brzo šire po svijetu (Danas su prisutni u 103 zemlje svijeta s ukupno 11.000 članova). 
U Crkvi su se istakli oko katoličke obnove poslije Tridentskog sabora (uz isusovce, upravo su kapucini bili glavni nositelji protureformacije). Na apostolsko-pastoralnom planu, od samih početaka, kapucine krasi pučko propovijedanje (od 1743. vrše službu «papinskih propovjednika»); blizina puku (zbog čega su prozvani «pučkim fratrima»); širenje raznih pobožnosti (najpoznatija 40-satno klanjanje pred Presvetim); snažna misionarska djelatnost; uvođenje u kontemplativnu molitvu. U nekim povijesnim razdobljima su se na herojski način istakli u njegovanju bolesnika za vrijeme velikih epidemija: kuge, kolere, poplava, ratova. Za tu nesebičnu ljubav i požrtvovnost trajni spomenik im je podigao A. Manzoni (roman Zaručnici). Vodili su i brojne diplomatske misije po nalogu Pape, a pratili su i kršćansku vojsku na bojnim poljima. Zapaženu ulogu su ostavili i na području znanosti, kako onih svetih tako i prirodnih i svjetovnih najrazličitije vrste.

## Kapucinski sveci i blaženici
- Sveti Leopold Bogdan Mandić
- Sveti Pio iz Pietrelcine
- Sveti Lovro Brindiški
- Sveti Josip Leoniški
- Sveti Bernard iz Corleonea
- Sveti Konrad iz Parzhama
- Sveti Fidel(is) Sigmaringenski, mučenik
- Sveti Feliks Kantalicijski
- Sveti Feliks iz Nikozije
- Sveti Krišpin iz Viterba
- Sveti Serafin iz Montegranara
- Sveti Franjo Marija Kamporosijski
- Sveti Ignacije iz Santhia
- Blaženi Honorat Kozminski
- Blaženi Didak Josip iz Cadiza
- Blaženi Benedikt iz Urbina
- Blaženi Jakov iz Ghazira
- Blaženi Leopold iz Alpandeire
- Blaženi Josip Tous Y Soler iz Igualada
- Blaženi Nikola iz Gesturija
- Blaženi Anicet Koplinski i drugovi, mučenici
- Blaženi Andrija Hijacint Longhin, biskup
- Blaženi Agatanđao i Kasijan, mučenici
- Blaženi Marko iz Aviana
- Blaženi Bernard iz Offide
- Blaženi Ivan Alojzije, Protazije i Sebastijan, mučenici
- Blaženi Apolinar iz Posata, mučenik
- Blaženi Aurelije iz Vinalesa i drugovi, mučenici
- Blaženi Inocent iz Berza
- Blaženi Anđeo iz Acrija

Kapucinske sestre klarise:
- Sveta Veronika Giuliani, djevica
- Blažena Florica Cevoli
- Blažena Marija Magdalena Martinengo, djevica
- Blažena Marija Terezija Kowalska, djevica i mučenica

## Kapucini u Hrvatskoj
U hrvatske krajeve dolaze u 17. stoljeću. Prvi samostan grade u Rijeci (1610.), a nakon toga slijede: Zagreb (1618.), Herceg Novi (1688.), Split (1691.), Varaždin (1699.), Osijek (1703.), Karlobag (1710.), Beograd (1718.) Do 1783. hrvatski samostani pripadaju Štajerskoj provinciji. Te godine osniva se Hrvatsko-primorska kustodija, koja 1847. postaje Provincijom. Njezini samostani se 1921. združuju s onima u Sloveniji u „Ilirsku provinciju“. Kada je ona ukinuta 1967., osnovan je hrvatski komesarijat (povjerenstvo) koji se zadržao do 1974. kada je uzdignut na rang Provincije. 
Danas Provincija broji 8 samostana, i to: Zagreb – sv. Mihael i sv. Leopold; Varaždin; Osijek; Rijeka; Karlobag; Split-Gospa od Pojišana i Dubrovnik-Gospa od Milosrđa-pomoračko zavjetno svetište i samostan). Od hrvatskih kapucina posebno su poznati: Mihael Anđeo Božidarević, general Reda; Marin iz Senja, apostolski misionar Like i Krbave; Štefan Zagrebec, pučki propovjednik (napisao djelo u 5. svezaka „Hrana duhovna“); Angelik Juraj Bedenik, misionar i biskup u Indiji; Robert Antun Menini, misionar i biskup u Bugarskoj; Bernardin Nikola Škrivanić, širitelj katoličkog tiska i marijanske (Lurdske) pobožnosti; Anzelmo Canjuga, crkveni glazbenik; Tomislav J. Šagi-Bunić, Hadrijan Borak i Zdenko T. Tenšek, vrsni teolozi i filozofi. 
Ipak, najsvjetliji lik kapucina s hrvatskih prostora, koji je ujedno i zaštitnik Provincije, jest sveti Leopold Bogdan Mandić iz Herceg-Novog. Tijekom povijesti braća uglavnom vrše tradicionalni franjevačko-kapucinski apostolat: ispovijedanje, propovijedanje, katekizacija, pučke misije, rad u bolnicama (Varaždin, Zagreb, Split, Rijeka), u zatvorima (Osijek). 
Djelatnost Provincije danas je uglavnom vezana uz župni pastoral, ali se nastoje razvijati i tipično franjevačko-kapucinske djelatnosti: pučke misije i pobožnosti, vođenje duhovnih vježbi i obnova, ispovijedanje, propovijedanje, rad s ministrantima, s članovima FSR-a i Frame, duhovna skrb za bolesnike, stare i nemoćne. Novonastala društveno-politička situacija otvorila je i mogućnosti bavljenja nekim novijim i drugačijim apostolsko-pastoralnim aktivnostima i potrebama Crkve. Tako su neka braća, kao uostalom i svi drugi svećenici i/ili redovnici, angažirani oko predavanja vjeronauka u školama. Uz to, neki se bave i tipično znanstvenim radom poučavajući na teološkom fakultetu i baveći se znanstvenim radom. Kapucini su danas češće nazočni i u sredstvima javnog priopćavanja (tisak, radio, TV), a i sami izdaju nekoliko glasila, uglavnom župnih („Duh zajedništva“ u Zagrebu, „Božji narod“ u Varaždinu), od kojih je ipak najpoznatiji „Ljudima prijatelj“, posvećen propagandi i štovanju sv. Leopolda Bogdana Mandića.
Kapucinski samostan u Varaždinu je poznat po bogatom arhivu. Danas (stanje prosinca 2014.) je predsjednik Hrvatske konferencije viših redovničkih poglavara i poglavarica iz reda kapucina, provincijal fra Jure Šarčević.

### 400. godina kapucina u Hrvatskoj
Godine 2010. kapucini su u Hrvatskoj obilježili 400. obljetnicu dolaska kapucina u Hrvatsku. Povijest franjevaca kapucina u našoj zemlji započela je u Rijeci 1610. godine, na mjestu gdje i danas kapucini u Rijeci djeluju - na Žabici, u crkvi i samostanu Gospe Lurdske. Svoje najplodonosnije doba riječki kapucinski samostan imao je početkom prošlog stoljeća za vrijeme fra Bernardina Škrivanića. U to je doba građena nova crkva Gospe Lurdske, a samostan je u vlasništvu imao vlastitu tiskaru “Miriam” u kojoj su tiskana i svjetovna djela poput knjige „Zaručnici“ A. Manzonija i dr. U sklopu programa obilježavanja obljetnice predstavljena je prigodna poštanska marka s motivom kapucina i sv. Leopolda Mandića pod arkadom crkve Gospe Lurdske u Rijeci, koju je Hrvatska pošta uoči obilježavanja obljetnice pustila u optjecaj. Poseban doprinos obilježavanju obljetnice bila je izložba "Od bitija kapucinskoga fragmenti" u Pomorskom i povijesnom muzeju Hrvatskog primorja. Na izložbi je bilo prikazano veliko kulturno bogatstvo koje su kapucini tijekom stoljeća sačuvali; restaurirane knjige, sakralni i drugi vrijedni predmeti iz fundusa riječkog i drugih kapucinskog samostana i knjižnica u Hrvatskoj čije je istraživanje dovelo do iznimnih znanstvenih otkrića. Naime, na izložbi je prvi put bilo prikazano četrdeset rukopisa pisanih na glagoljici, latinskom jeziku te hebrejsko-aramejskom jeziku pronađenih tijekom istraživanja u knjižnicama kapucinskih samostana u Rijeci i drugim gradovima. Riječ je o rukopisima koji su pronađeni većinom na koricama knjiga i predstavljaju prvorazredno znanstveno otkriće koje će doprinijeti sveukupnoj spoznaji djelovanja kapucina u Hrvatskoj.

## Istaknuti hrvatski kapucini
- Mihael Anđeo Bož(i)darević, general Reda
- Angelik Juraj Bedenik, biskup i misionar
- Marin iz Senja, misionar
- Bernardin Nikola Škrivanić
- Robert Antun Menini, biskup i misionar u Bugarskoj
- Augustin Dragan Dujmušić, pjesnik
- Stjepan Zagrebec (Marković), pisac
- Hadrijan Franjo Borak, profesor i filozof
- Tomislav Janko Šagi-Bunić, profesor
- Zdenko Tomislav Tenšek, profesor
- Pavao Ivakić, mučenik
- Anzelmo Franjo Canjuga, glazbenik
- Sluga Božji Ante Josip Tomičić
- sveti Leopold Bogdan Mandić, hrvatski svetac Rimokatoličke Crkve, svećenik, ispovjednik, promicatelj jedinstva kršćana
- Ivica Petanjak, hrvatski kapucin, koji je postao krčki biskup
- Jure Šarčević, provincijal Hrvatske kapucinske provincije i predsjednik Hrvatske konferencije viših redovničkih poglavara i poglavarica (HKVRPP)[3]
- Bono Zvonimir Šagi, bogoslov, provincijal i predsjednik konferencije Viših redovničkih poglavara

## Kapucini i hrvatski jezik
Radovi redovnika kapucina imali su značaj i u potvrdi postojanja hrvatskog jezika na ovim prostorima, i to pod njegovim imenom. 
Primjerice, u tom pravcu je i rad o. Mikelanđela Bnecianina "Bogoglivbna razmisgliania svarhv muke Issukarstoue i pet ran gnegouih / navcena i pripovidana od postouanmoga Otcia Fra Mikel Angela Bnecianina male Bratie ; haruaskim iazikom tumacena od iednoga nedostoinoga slughe Issukarstoua." iz 1641. godine, tiskano u Mlecima.

## Kapucinski doprinosi
Napitak kapučino je dobio ime po kapucinima.